# Иран на Светском првенству у атлетици у дворани 2008.
Иран је учествовао на Светском првенству у атлетици у дворани 2008. одржаном у Валенсији од 7. до 9. марта. То је било пето светско првенство у дворани на којем је Иран учествовао. Репрезентацију Ирана представљао је један атлетичар, који се такмичио у трци на 800 метара
На овом првенству представник Ирана није освојио ниједну медаљу нити је оборио неки резултат.

## Учесници
Мушкарци:
- Есхан Мохајер Шоџаи — 800 м

## Резултати

### Мушкарци
| Атлетичар           | Дисциплина | Лични рекорд | Квалификација | Квалификација | Полуфинале | Полуфинале     | Финале               | Финале       | Детаљи |
| Атлетичар           | Дисциплина | Лични рекорд | Резултат      | Место         | Резултат   | Место          | Резултат             | Место        | Детаљи |
| ------------------- | ---------- | ------------ | ------------- | ------------- | ---------- | -------------- | -------------------- | ------------ | ------ |
| Есхан Мохајер Шоџаи | 800 м      | 1:45,90      | 1:49,14       | 4. у гр. 6 кв | 1:49,32    | 4. у гр. 3 пф. | Није се квалификовао | 15 / 30 (32) |        |